# Litevské knížectví
Litevské knížectví (latinsky Ducatus Lithuaniae; litevsky Lietuvos kunigaikštystė) byla od 13. století do roku 1413 ústřední země většího Litevského velkoknížectví, víceméně shodná s historickým Aukštaitskem. Knížectví, nazývané někdy v historiografii jako Vlastní Litva (latinsky Lithuania propria), vzniklo a po celou dobu existovalo paralelně v rámci velkoknížectví a bylo obýváno zejména etnickými Litevci, protože tato oblast, tvořící – spolu se Žmudským knížectvím (Žemaitskem) – samotné jádro velkoknížecích držav, byla původním územím baltských litevských kmenů (včetně Jatvingů), zatímco ostatní území velkoknížectví, jež byla postupně expanzí litevských (velko)knížat připojována na úkor někdejší Kyjevské Rusi, byla obývána východními Slovany.

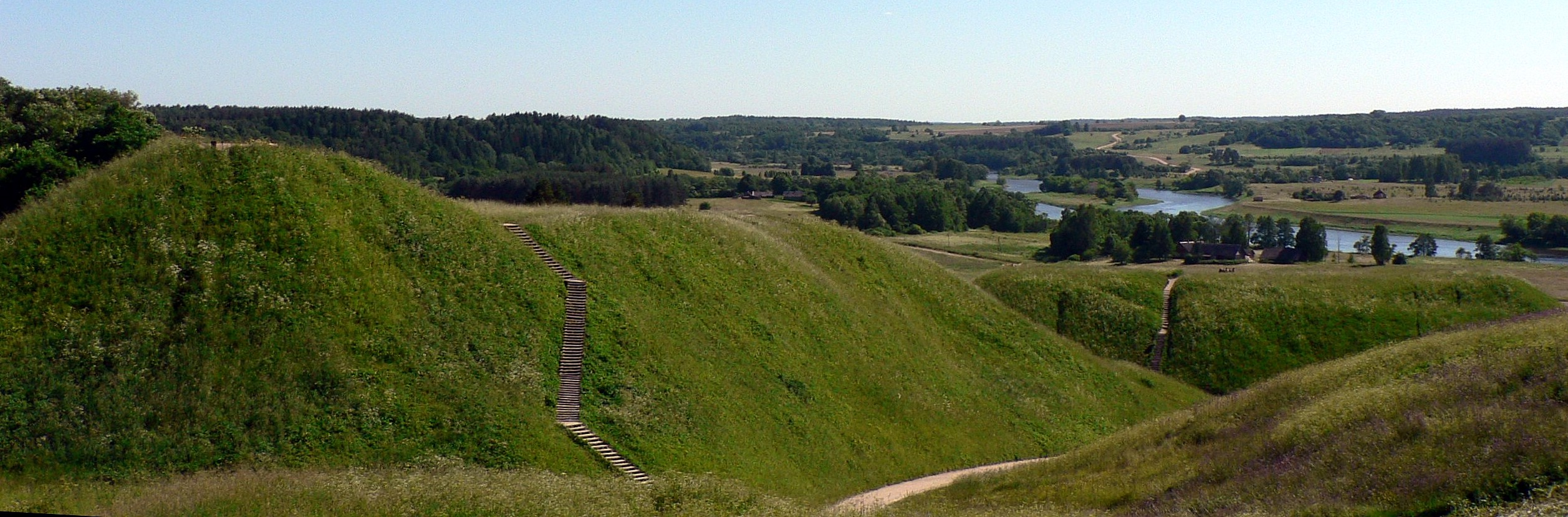
Pohled na krajinu kolem Kernowe, která byla středem litevského státu v 11.–13. století

Složení obyvatelstva velkoknížectví bylo odlišné také po stránce náboženské. Etničtí Litevci byli až do konce 14. století převážně vyznáním pohany (ctící původní litevské kulty), zatímco slovanští Rusové mimo Litvu byli pravoslavnými křesťany. Propast mezi oběma skupinami obyvatel velkoknížectví rozšířilo později i uzavření krevské unie (1385) s Polskem, kdy byli v letech 1387–1417 Litevci se Žmuďany nuceni se stát římskými katolíky. 
Litevské knížectví de facto zaniklo v důsledku uzavření horodelské unie. Správní reformou velkoknížete Vitolda Velikého  (1392–1430) byly všechny tehdejší litevsko-ruské země kromě Žmudi rozděleny na vojvodství, přičemž národnostně litevská území se stala částí vojvodství Vilenského (Vilniuského) a Trockého (Trakaiského).